# Liste des monuments historiques de la Corse-du-Sud
Cet article recense les monuments historiques de la Corse-du-Sud, en France.
- Pour les monuments historiques de la commune d'Ajaccio, voir la liste des monuments historiques d'Ajaccio

## Statistiques
Au 21 juillet 2025, la Corse-du-Sud compte 131 édifices comportant au moins une protection au titre des monuments historiques, dont 56 sont classés et 81 sont inscrits. Le total des monuments classés et inscrits est supérieur au nombre total de monuments protégés car plusieurs d'entre eux sont à la fois classés et inscrits.
La liste suivante les recense, organisés par commune.
- Haut – A
- B
- C
- D
- E
- F
- G
- H
- I
- J
- K
- L
- M
- N
- O
- P
- Q
- R
- S
- T
- U
- V
- W
- X
- Y
- Z

## Liste
| Monument                                             | Commune                      | Adresse                                        | Coordonnées                                    | Notice                                         | Protection                                     | Date                                           | Illustration                                         |
| ---------------------------------------------------- | ---------------------------- | ---------------------------------------------- | ---------------------------------------------- | ---------------------------------------------- | ---------------------------------------------- | ---------------------------------------------- | ---------------------------------------------------- |
|                                                      | Ajaccio                      | Voir liste des monuments historiques d'Ajaccio | Voir liste des monuments historiques d'Ajaccio | Voir liste des monuments historiques d'Ajaccio | Voir liste des monuments historiques d'Ajaccio | Voir liste des monuments historiques d'Ajaccio | Voir liste des monuments historiques d'Ajaccio       |
| Château de la Punta                                  | Alata                        |                                                | 41° 57′ 24″ nord, 8° 42′ 30″ est               | « PA00099072 »                                 | Inscrit Classé                                 | 1970 1977                                      | Château de la Punta                                  |
| Chapelle funéraire Pozzo di Borgo                    | Alata                        |                                                | 41° 57′ 32″ nord, 8° 43′ 00″ est               | « PA2A000009 »                                 | Inscrit                                        | 2012                                           | Image manquante Téléverser                           |
| Pont de Spina-Cavallu                                | Arbellara                    |                                                | 41° 39′ 21″ nord, 8° 58′ 52″ est               | « PA00099073 »                                 | Classé                                         | 1976                                           | Pont de Spina-Cavallu                                |
| Monument torréen de Foce                             | Argiusta-Moriccio            |                                                | 41° 49′ 43″ nord, 9° 01′ 22″ est               | « PA2A000044 »                                 | Classé                                         | 2021                                           | Monument torréen de Foce                             |
| Église Saint-Nicolas d'Aullène                       | Aullène                      |                                                | 41° 46′ 08″ nord, 9° 04′ 46″ est               | « PA00099129 »                                 | Inscrit                                        | 1990                                           | Église Saint-Nicolas d'Aullène                       |
| Pont de Zippitoli                                    | Bastelica                    |                                                | 41° 57′ 40″ nord, 9° 00′ 08″ est               | « PA00099075 »                                 | Classé                                         | 1977                                           | Pont de Zippitoli                                    |
| Statue de Sampiero Corso                             | Bastelica                    |                                                | 42° 00′ 03″ nord, 9° 02′ 59″ est               | « PA2A000002 »                                 | Inscrit                                        | 2008                                           | Statue de Sampiero Corso                             |
| Menhir de Capo-di-Luogo                              | Belvédère-Campomoro          |                                                | 41° 38′ 05″ nord, 8° 50′ 08″ est               | « PA00099074 »                                 | Classé                                         | 1862                                           | Menhir de Capo-di-Luogo                              |
| Tour de Campomoro                                    | Belvédère-Campomoro          |                                                | 41° 38′ 19″ nord, 8° 48′ 25″ est               | « PA00099143 »                                 | Inscrit                                        | 1992                                           | Tour de Campomoro                                    |
| Abri préhistorique d'Araguina-Sennola                | Bonifacio                    | Sennola                                        | 41° 23′ 32″ nord, 9° 09′ 57″ est               | « PA00099076 »                                 | Classé                                         | 1988                                           | Abri préhistorique d'Araguina-Sennola                |
| Carrière romaine de l'île de Cavallo                 | Bonifacio                    | Îles Cavallo et San Bainzo                     | 41° 21′ 40″ nord, 9° 15′ 38″ est               | « PA00099148 »                                 | Inscrit                                        | 1992                                           | Carrière romaine de l'île de Cavallo                 |
| Caserne génoise de Bonifacio                         | Bonifacio                    | Place d'Armes                                  | 41° 23′ 12″ nord, 9° 09′ 17″ est               | « PA00132599 »                                 | Inscrit                                        | 1994                                           | Caserne génoise de Bonifacio                         |
| Chapelle de la Trinité                               | Bonifacio                    |                                                | 41° 24′ 20″ nord, 9° 07′ 26″ est               | « PA2A000015 »                                 | Inscrit                                        | 2016                                           | Chapelle de la Trinité                               |
| Cimetières et pyramide de la Sémillante              | Bonifacio                    | Îles Lavezzi                                   | 41° 20′ 24″ nord, 9° 15′ 18″ est               | « PA00099080 »                                 | Classé                                         | 1983                                           | Cimetières et pyramide de la Sémillante              |
| Citadelle de Bonifacio                               | Bonifacio                    |                                                | 41° 23′ 16″ nord, 9° 09′ 34″ est               | « PA00099077 »                                 | Inscrit                                        | 2023                                           | Citadelle de Bonifacio                               |
| Couvent Saint-Dominique de Bonifacio                 | Bonifacio                    |                                                | 41° 23′ 13″ nord, 9° 09′ 20″ est               | « PA00099130 »                                 | Inscrit                                        | 1990 2022                                      | Couvent Saint-Dominique de Bonifacio                 |
| Couvent Saint-François de Bonifacio                  | Bonifacio                    |                                                | 41° 23′ 10″ nord, 9° 09′ 01″ est               | « PA00099078 »                                 | Inscrit Classé                                 | 1976                                           | Couvent Saint-François de Bonifacio                  |
| Couvent Saint-Julien de Bonifacio                    | Bonifacio                    |                                                | 41° 23′ 21″ nord, 9° 10′ 59″ est               | « PA00099079 »                                 | Inscrit                                        | 1974                                           | Couvent Saint-Julien de Bonifacio                    |
| Église Saint-Barthélemy de Bonifacio                 | Bonifacio                    | Saint-Barthélemy                               | 41° 23′ 13″ nord, 9° 09′ 11″ est               | « PA00132596 »                                 | Inscrit                                        | 1994                                           | Église Saint-Barthélemy de Bonifacio                 |
| Église Saint-Dominique de Bonifacio                  | Bonifacio                    |                                                | 41° 23′ 13″ nord, 9° 09′ 20″ est               | « PA00099081 »                                 | Classé                                         | 1862                                           | Église Saint-Dominique de Bonifacio                  |
| Église Sainte-Marie-Madeleine de Bonifacio           | Bonifacio                    |                                                | 41° 23′ 15″ nord, 9° 09′ 14″ est               | « PA00132598 »                                 | Inscrit                                        | 1994                                           | Église Sainte-Marie-Madeleine de Bonifacio           |
| Église Sainte-Marie-Majeure de Bonifacio             | Bonifacio                    |                                                | 41° 23′ 14″ nord, 9° 09′ 32″ est               | « PA00099082 »                                 | Classé                                         | 1982                                           | Église Sainte-Marie-Majeure de Bonifacio             |
| Église Saint-Jacques de Bonifacio                    | Bonifacio                    |                                                | 41° 23′ 13″ nord, 9° 09′ 24″ est               | « PA00132597 »                                 | Inscrit                                        | 1994                                           | Église Saint-Jacques de Bonifacio                    |
| Escalier du roi d'Aragon                             | Bonifacio                    |                                                | 41° 23′ 10″ nord, 9° 09′ 20″ est               | « PA00132600 »                                 | Inscrit                                        | 2023                                           | Escalier du roi d'Aragon                             |
| Maison                                               | Bonifacio                    | 4 rue des Deux Empereurs                       | 41° 23′ 15″ nord, 9° 09′ 35″ est               | « PA00099084 »                                 | Inscrit                                        | 1927                                           | Maison                                               |
| Maison de Charles Quint                              | Bonifacio                    | 12 rue Saint-Dominique                         | 41° 23′ 13″ nord, 9° 09′ 27″ est               | « PA00099085 »                                 | Inscrit                                        | 1935                                           | Maison de Charles Quint                              |
| Maison Doria                                         | Bonifacio                    | 28 rue Doria                                   | 41° 23′ 12″ nord, 9° 09′ 33″ est               | « PA00099083 »                                 | Inscrit                                        | 1935                                           | Maison Doria                                         |
| Puits Saint-Barthélemy                               | Bonifacio                    | Bois du Cavo                                   | 41° 23′ 12″ nord, 9° 09′ 12″ est               | « PA00132601 »                                 | Inscrit                                        | 1994                                           | Puits Saint-Barthélemy                               |
| Site archéologique de Piantarella                    | Bonifacio                    |                                                | 41° 22′ 17″ nord, 9° 13′ 19″ est               | « PA00099086 »                                 | Classé                                         | 2007                                           | Site archéologique de Piantarella                    |
| Tombeau Quilici                                      | Bonifacio                    |                                                | 41° 23′ 13″ nord, 9° 09′ 17″ est               | « PA2A000045 »                                 | Inscrit                                        | 2021                                           | Image manquante Téléverser                           |
| Église Saint-Jean de Carbini                         | Carbini                      |                                                | 41° 40′ 46″ nord, 9° 08′ 51″ est               | « PA00099087 »                                 | Classé                                         | 1886                                           | Église Saint-Jean de Carbini                         |
| Église de l'Assomption de Cargèse                    | Cargèse                      |                                                | 42° 08′ 01″ nord, 8° 35′ 46″ est               | « PA00099089 »                                 | Inscrit                                        | 1989                                           | Église de l'Assomption de Cargèse                    |
| Église Saint-Spyridon de Cargèse                     | Cargèse                      |                                                | 42° 08′ 01″ nord, 8° 35′ 42″ est               | « PA00099088 »                                 | Classé                                         | 1990                                           | Église Saint-Spyridon de Cargèse                     |
| Tour d'Omigna                                        | Cargèse                      |                                                | 42° 08′ 47″ nord, 8° 33′ 36″ est               | « PA00099136 »                                 | Inscrit                                        | 1991                                           | Tour d'Omigna                                        |
| Orangeraie de Portiglio                              | Coti-Chiavari                |                                                | 41° 47′ 36″ nord, 8° 44′ 43″ est               | « PA2A000016 »                                 | Inscrit                                        | 2016                                           | Image manquante Téléverser                           |
| Tour de Capo-di-Muro                                 | Coti-Chiavari                | Capo di Muro                                   | 41° 44′ 59″ nord, 8° 40′ 35″ est               | « PA00132603 »                                 | Inscrit                                        | 1994                                           | Tour de Capo-di-Muro                                 |
| Tour de Capo-Nero                                    | Coti-Chiavari                | Punta di Capo Nero                             | 41° 43′ 31″ nord, 8° 42′ 34″ est               | « PA00132602 »                                 | Inscrit                                        | 1994                                           | Tour de Capo-Nero                                    |
| Pont de Zaglia                                       | Évisa                        |                                                | 42° 15′ 00″ nord, 8° 46′ 34″ est               | « PA00099090 »                                 | Classé                                         | 1990                                           | Pont de Zaglia                                       |
| Chapelle Saint-Jean-Baptiste de Pruno                | Figari                       | Pruno                                          | 41° 32′ 04″ nord, 9° 08′ 57″ est               | « PA00099091 »                                 | Classé                                         | 1977 2023                                      | Image manquante Téléverser                           |
| Chapelle San Quilico de Montilati                    | Figari                       |                                                | 41° 30′ 55″ nord, 9° 09′ 41″ est               | « PA00099092 »                                 | Classé                                         | 1977                                           | Chapelle San Quilico de Montilati                    |
| Site castral de Baricci                              | Foce                         |                                                | 41° 36′ 10″ nord, 9° 00′ 36″ est               | « PA2A000021 »                                 | Classé                                         | 2021                                           | Site castral de Baricci                              |
| Chapelle San'Petru di Panicala                       | Forciolo                     |                                                | 41° 51′ 17″ nord, 8° 59′ 45″ est               | « PA2A000006 »                                 | Inscrit                                        | 2009 2010                                      | Chapelle San'Petru di Panicala                       |
| Tour de Colomba                                      | Fozzano                      |                                                | 41° 41′ 52″ nord, 9° 00′ 03″ est               | « PA00099093 »                                 | Inscrit                                        | 1952                                           | Tour de Colomba                                      |
| Église San Giovanni de Grossa                        | Grossa                       |                                                | 41° 36′ 49″ nord, 8° 53′ 33″ est               | « PA00099094 »                                 | Classé                                         | 1977                                           | Église San Giovanni de Grossa                        |
| Menhir de Vaccil Vecchiu                             | Grossa                       |                                                | 41° 35′ 38″ nord, 8° 52′ 35″ est               | « PA00099095 »                                 | Classé                                         | 1862                                           | Menhir de Vaccil Vecchiu                             |
| Site archéologique de Castiglione                    | Grosseto-Prugna              | Castiglione                                    | 41° 53′ 14″ nord, 8° 49′ 18″ est               | « PA00099096 »                                 | Inscrit                                        | 1987                                           | Image manquante Téléverser                           |
| Tour de Capitello                                    | Grosseto-Prugna              |                                                | 41° 54′ 15″ nord, 8° 47′ 57″ est               | « PA00099137 »                                 | Inscrit                                        | 1991                                           | Tour de Capitello                                    |
| Tour de San Cipriano                                 | Lecci                        |                                                | 41° 37′ 36″ nord, 9° 20′ 45″ est               | « PA00135315 »                                 | Inscrit                                        | 1995                                           | Image manquante Téléverser                           |
| Site archéologique de Capula                         | Levie                        |                                                | 41° 43′ 19″ nord, 9° 07′ 56″ est               | « PA00099131 »                                 | Classé                                         | 1990                                           | Site archéologique de Capula                         |
| Castellu di Cucuruzzu                                | Levie                        | Murato                                         | 41° 43′ 29″ nord, 9° 07′ 37″ est               | « PA00099097 »                                 | Classé                                         | 1982                                           | Castellu di Cucuruzzu                                |
| Abbadie Santa Maria Assunta de Cruscaglia            | Moca-Croce                   |                                                | 41° 48′ 28″ nord, 9° 00′ 01″ est               | « PA00099098 »                                 | Inscrit                                        | 1926                                           | Image manquante Téléverser                           |
| Castello di Cuntorba                                 | Olmeto                       |                                                | 41° 42′ 16″ nord, 8° 51′ 31″ est               | « PA2A000007 »                                 | Inscrit                                        | 2010                                           | Castello di Cuntorba                                 |
| Couvent Saint-Antoine d'Olmeto                       | Olmeto                       |                                                | 41° 43′ 26″ nord, 8° 55′ 17″ est               | « PA00099138 »                                 | Inscrit                                        | 1991                                           | Couvent Saint-Antoine d'Olmeto                       |
| Décors peints de la maison Peretti                   | Olmeto                       |                                                | 41° 43′ 02″ nord, 8° 55′ 06″ est               | « PA2A000023 »                                 | Inscrit                                        | 2019                                           | Image manquante Téléverser                           |
| Fortin de Girolata                                   | Osani                        | Girolata                                       | 42° 20′ 52″ nord, 8° 36′ 46″ est               | « PA2A000003 »                                 | Classé                                         | 2013                                           | Fortin de Girolata                                   |
| Pont de Pianella                                     | Ota                          |                                                | 42° 15′ 23″ nord, 8° 45′ 40″ est               | « PA00099099 »                                 | Classé                                         | 1976                                           | Pont de Pianella                                     |
| Tour de Porto                                        | Ota                          |                                                | 42° 16′ 04″ nord, 8° 41′ 30″ est               | « PA00099100 »                                 | Inscrit                                        | 1946                                           | Tour de Porto                                        |
| Couvent Saint-François d'Istria                      | Petreto-Bicchisano           |                                                | 41° 47′ 14″ nord, 8° 58′ 51″ est               | « PA00125387 »                                 | Inscrit                                        | 1993                                           | Couvent Saint-François d'Istria                      |
| Pont d'Abra                                          | Petreto-Bicchisano, Zigliara | Taravo                                         | 41° 48′ 36″ nord, 8° 57′ 35″ est               | « PA00099101 » « PA00099126 »                  | Classé                                         | 1976                                           | Pont d'Abra                                          |
| Hôtel Les Roches Rouges                              | Piana                        |                                                | 42° 14′ 25″ nord, 8° 38′ 30″ est               | « PA00099139 »                                 | Inscrit                                        | 2019                                           | Hôtel Les Roches Rouges                              |
| Site archéologique de San Giovanni                   | Pianottoli-Caldarello        |                                                | 41° 27′ 43″ nord, 9° 03′ 04″ est               | « PA00132838 »                                 | Inscrit                                        | 1994                                           | Image manquante Téléverser                           |
| Tour de Caldarello                                   | Pianottoli-Caldarello        |                                                | 41° 27′ 53″ nord, 9° 03′ 29″ est               | « PA00135316 »                                 | Inscrit                                        | 1995                                           | Tour de Caldarello                                   |
| Tour d'Isolella                                      | Pietrosella                  |                                                | 41° 50′ 40″ nord, 8° 45′ 17″ est               | « PA00099144 »                                 | Inscrit                                        | 1992                                           | Tour d'Isolella                                      |
| Enceinte urbaine fortifiée, dite Citadelle           | Porto-Vecchio                |                                                | 41° 35′ 25″ nord, 9° 16′ 47″ est               | « PA2A000043 »                                 | Inscrit                                        | 2019                                           | Enceinte urbaine fortifiée, dite Citadelle           |
| Moulin de Guardienna                                 | Porto-Vecchio                |                                                | 41° 34′ 45″ nord, 9° 14′ 53″ est               | « PA00099103 »                                 | Inscrit                                        | 1987                                           | Moulin de Guardienna                                 |
| Site archéologique de Tappa                          | Porto-Vecchio                |                                                | 41° 33′ 08″ nord, 9° 13′ 50″ est               | « PA2A000022 »                                 | Classé                                         | 2021                                           | Site archéologique de Tappa                          |
| Chapelle Sainte-Marie de Quenza                      | Quenza                       | Sortie du village                              | 41° 45′ 47″ nord, 9° 08′ 05″ est               | « PA00099104 »                                 | Classé                                         | 1976                                           | Chapelle Sainte-Marie de Quenza                      |
| Église Saint-Georges de Quenza                       | Quenza                       |                                                | 41° 45′ 56″ nord, 9° 08′ 17″ est               | « PA00099105 »                                 | Classé Inscrit                                 | 1979 1989                                      | Église Saint-Georges de Quenza                       |
| Couvent Saint-François de Sainte-Lucie-de-Tallano    | Sainte-Lucie-de-Tallano      |                                                | 41° 41′ 43″ nord, 9° 03′ 58″ est               | « PA00099106 »                                 | Classé                                         | 1980                                           | Couvent Saint-François de Sainte-Lucie-de-Tallano    |
| Église Saint-Jean de Sainte-Lucie-de-Tallano         | Sainte-Lucie-de-Tallano      |                                                | 41° 42′ 17″ nord, 9° 03′ 11″ est               | « PA00099102 »                                 | Classé                                         | 1930                                           | Église Saint-Jean de Sainte-Lucie-de-Tallano         |
| Maison Giacomoni                                     | Sainte-Lucie-de-Tallano      |                                                | 41° 41′ 50″ nord, 9° 03′ 46″ est               | « PA00099107 »                                 | Inscrit                                        | 1987                                           | Maison Giacomoni                                     |
| Araghju                                              | San-Gavino-di-Carbini        | Castelluccio                                   | 41° 38′ 52″ nord, 9° 15′ 44″ est               | « PA00099109 »                                 | Classé                                         | 1974                                           | Araghju                                              |
| Église Santa Maria Assunta de Santa-Maria-Figaniella | Santa-Maria-Figaniella       |                                                | 41° 42′ 22″ nord, 9° 00′ 11″ est               | « PA00099110 »                                 | Classé                                         | 1927                                           | Église Santa Maria Assunta de Santa-Maria-Figaniella |
| Chapelle Sainte-Lucie de Santa-Maria-Siche           | Santa-Maria-Siché            |                                                | 41° 52′ 29″ nord, 8° 58′ 36″ est               | « PA00099108 »                                 | Inscrit                                        | 1989                                           | Image manquante Téléverser                           |
| Château de Vico d'Ornano                             | Santa-Maria-Siché            | Vico                                           | 41° 52′ 22″ nord, 8° 58′ 54″ est               | « PA2A000010 »                                 | Inscrit                                        | 2012                                           | Image manquante Téléverser                           |
| Palazzu de Sampiero Corso                            | Santa-Maria-Siché            | Vico                                           | 41° 52′ 24″ nord, 8° 58′ 52″ est               | « PA2A000011 »                                 | Inscrit                                        | 2012                                           | Image manquante Téléverser                           |
| Église Saint-Jean de Cinarca                         | Sari-d'Orcino                |                                                | 42° 03′ 42″ nord, 8° 48′ 05″ est               | « PA00099111 »                                 | Classé                                         | 1976                                           | Image manquante Téléverser                           |
| Alignement d'I Stantari, Alignement de Rinaghju      | Sartène                      | Scaglio                                        | 41° 31′ 49″ nord, 8° 55′ 18″ est               | « PA00099112 »                                 | Classé                                         | 1975                                           | Alignement d'I Stantari, Alignement de Rinaghju      |
| Dolmen de Funtanaccia                                | Sartène                      | Stazzona et Fontanaccia                        | 41° 31′ 46″ nord, 8° 55′ 05″ est               | « PA00099114 »                                 | Classé                                         | 1889                                           | Dolmen de Funtanaccia                                |
| Échauguette de Sartène                               | Sartène                      | Avenue Gabriel-Péri                            | 41° 37′ 15″ nord, 8° 58′ 16″ est               | « PA00099115 »                                 | Inscrit                                        | 1984                                           | Échauguette de Sartène                               |
| Église Sainte-Marie de Sartène                       | Sartène                      | Place de la Libération                         | 41° 37′ 16″ nord, 8° 58′ 20″ est               | « PA00099116 »                                 | Inscrit                                        | 1985                                           | Église Sainte-Marie de Sartène                       |
| Fortin de Tizzano                                    | Sartène                      |                                                | 41° 32′ 32″ nord, 8° 50′ 48″ est               | « PA00099117 »                                 | Inscrit                                        | 1985                                           | Fortin de Tizzano                                    |
| U Frati è a Sora                                     | Sartène                      | Ufrate e A Sora                                | 41° 38′ 49″ nord, 8° 56′ 52″ est               | « PA00099113 »                                 | Classé                                         | 1889                                           | U Frati è a Sora                                     |
| Hôtel de ville de Sartène                            | Sartène                      |                                                | 41° 37′ 16″ nord, 8° 58′ 19″ est               | « PA00099140 »                                 | Inscrit                                        | 1991                                           | Hôtel de ville de Sartène                            |
| Maison Charles de Rocca Serra                        | Sartène                      |                                                | 41° 37′ 13″ nord, 8° 58′ 19″ est               | « PA2A000013 »                                 | Inscrit                                        | 2014                                           | Image manquante Téléverser                           |
| Maison Philippe de Rocca Serra                       | Sartène                      |                                                | 41° 37′ 17″ nord, 8° 58′ 23″ est               | « PA2A000014 »                                 | Inscrit                                        | 2014                                           | Image manquante Téléverser                           |
| Alignement de Palaghju                               | Sartène                      | Pagliajo                                       | 41° 33′ 26″ nord, 8° 53′ 12″ est               | « PA00099118 »                                 | Classé                                         | 1974                                           | Alignement de Palaghju                               |
| Pont de Spina-Cavallu                                | Sartène                      |                                                | 41° 39′ 21″ nord, 8° 58′ 52″ est               | « PA00099119 »                                 | Classé                                         | 1976                                           | Pont de Spina-Cavallu                                |
| Site castral de Baricci                              | Sartène                      |                                                | 41° 36′ 10″ nord, 9° 00′ 36″ est               | « PA2A000021 »                                 | Inscrit                                        | 2019                                           | Site castral de Baricci                              |
| Saint-Jean-d'Ortolo                                  | Sartène                      |                                                | 41° 34′ 43″ nord, 9° 01′ 36″ est               | « PA2A000005 »                                 | Inscrit                                        | 2009                                           | Image manquante Téléverser                           |
| Tour de Roccapina                                    | Sartène                      |                                                | 41° 29′ 44″ nord, 8° 55′ 44″ est               | « PA00132604 »                                 | Inscrit                                        | 1994                                           | Tour de Roccapina                                    |
| Tour de Senetosa                                     | Sartène                      |                                                | 41° 33′ 51″ nord, 8° 47′ 55″ est               | « PA00099145 »                                 | Inscrit                                        | 1992                                           | Tour de Senetosa                                     |
| e Calanche                                           | Sollacaro                    |                                                | 41° 43′ 58″ nord, 8° 51′ 06″ est               | « PA00099132 »                                 | Classé                                         | 1990                                           | e Calanche                                           |
| Église Saint-Albert de Calvese                       | Sollacaro                    |                                                | 41° 44′ 48″ nord, 8° 54′ 35″ est               | « PA2A000012 »                                 | Inscrit                                        | 2012                                           | Image manquante Téléverser                           |
| Filitosa                                             | Sollacaro                    |                                                | 41° 44′ 50″ nord, 8° 52′ 17″ est               | « PA00099120 »                                 | Classé                                         | 1967 1980                                      | Filitosa                                             |
| Chapelle San Agostino de Chera                       | Sotta                        |                                                | 41° 30′ 03″ nord, 9° 11′ 25″ est               | « PA00099121 »                                 | Classé                                         | 1980                                           | Chapelle San Agostino de Chera                       |
| Statue-menhir de Tavera                              | Tavera                       |                                                | 42° 04′ 09″ nord, 8° 59′ 12″ est               | « PA2A000008 »                                 | Classé                                         | 2011                                           | Statue-menhir de Tavera                              |
| Maison forte d'Urbalacone                            | Urbalacone                   |                                                | 41° 50′ 10″ nord, 8° 56′ 56″ est               | « PA2A000001 »                                 | Inscrit                                        | 2007                                           | Image manquante Téléverser                           |
| Cathédrale Sant'Appianu de Sagone                    | Vico                         |                                                | 42° 07′ 06″ nord, 8° 41′ 25″ est               | « PA00099133 »                                 | Inscrit                                        | 1989                                           | Cathédrale Sant'Appianu de Sagone                    |
| Stantara d'Apricciani                                | Vico                         | Voie principale                                | 42° 07′ 07″ nord, 8° 41′ 24″ est               | « PA00099122 »                                 | Classé                                         | 1840                                           | Stantara d'Apricciani                                |
| Tour de Sagone                                       | Vico                         |                                                | 42° 06′ 38″ nord, 8° 41′ 12″ est               | « PA00099123 »                                 | Inscrit                                        | 1974                                           | Tour de Sagone                                       |
| Arca de Zévaco                                       | Zévaco                       |                                                | 41° 53′ 26″ nord, 9° 02′ 56″ est               | « PA00099124 »                                 | Classé                                         | 1981                                           | Image manquante Téléverser                           |
| Église de Zigliara                                   | Zigliara                     |                                                | 41° 50′ 47″ nord, 8° 59′ 43″ est               | « PA00099125 »                                 | Inscrit                                        | 1981                                           | Église de Zigliara                                   |
| Tour de Fautea                                       | Zonza                        | Fautea                                         | 41° 42′ 49″ nord, 9° 24′ 21″ est               | « PA00099146 »                                 | Inscrit                                        | 1992                                           | Tour de Fautea                                       |
| Tour de Pinarello                                    | Zonza                        | Île de Pinarello                               | 41° 40′ 14″ nord, 9° 23′ 34″ est               | « PA00099147 »                                 | Inscrit                                        | 1992                                           | Tour de Pinarello                                    |